# Freelab messenger (software)
Freelab Messenver es un cliente libre  de  mensajería_instantánea para el protocolo estándar y abierto   XMPP/Jabber.
Freelab Messenger es desarrollado con una licencia libre GNU GPL et es disponible para el sistema operativo Android. El código de Freelab Messenger es principalmente escrito en java.
El proyecto Freelab Messenger tiene como objetivo de desarrollar un client XMPP android con las características siguientes : 
- una  interfaz gráfica clara
- una instalación y configuración simple
- una utilización fácil para cualquier usuario non experto
- respeto de la seguridad de las comunicaciones y de la privacidad
- implementación de los últimos desarrollos del protocolo XMPP (por las XEPS)

## Funcionalidades
Freelab Messenger tiene las funtionalidades siguientes :
Prioridadespermite de elegir la prioridad del  cliente xmpp
Serviciosdescubrir los servicios de los servidores Jabber, por ejemplo :  directorios, transportes, chatrooms, proxy de transferencia de documentos, servicios PubSub (publicación de informaciones y  suscripciones), etc.
directoriosbuascar usuarios Jabber/xmpp
Discusiones de grupo  MUC crear salas de conversación de grupo y invitar sus contactos
Encripcion SSL/TLS entre el cliente y el servidor
Encripcion OpenPGP o OTR entre usuarioslas comunicaciones están protegidas entre los dos clientes
Transferencia de documentostransferencia de documentos directamente de cliente a cliente o via un servidor proxy cuando uno cliente esta detrás de un NAT por el protocole  jingle
NOTA: Debería mencionarse que Freelab messenger es una copia del cliente conversations.

## lista de las XEPS del cliente
Freelab messenger es un cliente de mensajería instantánea para el protocolo xmpp/jabber. Ese protocolo estándar XMPP es mejorado por extensiones. estas extensiones al protocolo xmpp se llaman : XEPs.
Aquí es la lista de les extensiones XEPs que tiene el  cliente android Freelab messenger
- XEP-0027 	jabber OpenPGP
- XEP-0030
- XEP-0045 	conferencias multiusuarios :  MUC
- XEP-0048 	Favoritos
- XEP-0084 	Avatar
- XEP-0115
- XEP-0163 	PEP
- XEP-0166 	 Jingle
- XEP-0184
- XEP-0191 	Blocking command
- XEP-0198 	Stream Management
- XEP-0234 	transferencia de documentos por el protocolo  jingle
- XEP-0237 	gestión de versiones para la lista de contactos
- XEP-0245
- XEP-0249 	invitaciones para  las  MUC conferencias multi usuarios
- XEP-0260 	método de transporte :  Jingle SOCKS5 Bytestreams Transport Method
- XEP-0261 	método de transporte :  jingle In-Band Bytestreams Transport Method
- XEP-0280 	copia carbone de los mensajes
- XEP-0313 	archivos des mensajes
- XEP-0333 	marcadores del chat
- XEP-0352 	indicación sobre el estado del programa

}